# متلازمة شوارتز-جامبل
متلازمة شوارتز-جامبل هي مرض وراثي نادر، ناتج عن طفرة في جين بيرليكان (HSPG2) ، الذي يسبب خلل في التنسج العظمي الغضروفي المرتبط بالتوترالعضلي. معظم الأشخاص المصابين بمتلازمة شوارتز جامبل لديهم عمر متوقع تقريبا.

## السبب
نحدث متلازمة شوارتز جامبل بسبب طفرات في جين HSPG2، الذي يصنع بروتين بيرليكان الموجود في العضلات والغضاريف. تمت دراسة العلاقات بين المرض ونقص البيرليكان. في متلازمة شوارتز جامبل، يشتبه في أن وظيفة البيرليكان غير الطبيعية تؤدي إلى نقص في أستيل كولينستراز، وهو انزيم يشارك في تكسير الناقل العصبي أستيل كولين، الذي يحرص على تقلص العضلات. إذا لم يتم تكسير الأستيل كولين، يمكن أن يؤدي إلى تقلص العضلات لفترة طويلة/ تصلب العضلات (التوتر العضلي).

## التشخيص
يتم تشخيص متلازمة شوارتز جامبل على أساس السمات المميزة للوجه والخصائص الهيكلية والعضلية. قد تظهر اختبارات الدم ارتفاع مستوى الكرياتين كيناز (creatine kinase)أو الألدولاز في الدم. قد تكون الأشعة السينية أو خزعة العضلات أو تخطيط كهربية العضل (EMG) مفيدة. قد تؤكد الاختبارات الجينية لجين (HSPG2)التشخيص.

## العلاج
لا يوجد علاج لمتلازمة شوارتز جامبل. يهدف العلاج إلى تقليل تصلب العضلات والتشنج وقد يشمل التدليك واحماء العضلات وتمارين التقوية التدريجية. يمكن استخدام مرخيات العضلات أو الادوية المضادة للتشنج، وخاصة كاربامازيبين. قد يخفف البوتوكس من أعراض العين مثل تشنج الجفن. خلاف ذلك، تم العثور على مجموعة متنوعة من الاجراءات الجراحية لتكون فعالة. ارتقاع الحرارة الخبيث، أحد المضاعفات المحتملة للجراحة، يمثل خطرا أكبر على الاشخاص الذين يعانون من من متلازمة شوارتز جامبل وهو اعتبار مهم عند التفكير في الجراحة.

## متوقع
معظم الأشخاص المصابين بمتلازمة شوارتز جامبل لديهم متوسط عمر تقريبا طبيعي.

## التاريخ
تم وصف هذه المتلازمة لأول مرة في عام 1962 من قبل طبيب العيون الأمريكي أوسكار شوارتز وطبيب العيون العصبي الأمريكي روبرت ستيفن جامبل.

## المجتمع
في مارس 2013، كانت هناك تغطية اعلامية لطفل بريطاني يبلغ من العمر 7 سنوات يعاني من توتر مزمن في العضلات بسبب متلازمة شوارتز جامبل وكلبه الأليف ذو الثلاث ارجل. اصبحوا الفائزين بالمركز الأول في مسابقة friends for life السنوية لجائزة kannel club’s annual لعام 2013 والتي تحتفل بالكلاب الهي حصلت على أفضل صديق للرجل من خلال الشجاعة أو الدعم أو الرفقة. حصل الكلب أيضا على وسام the brave heart honors في حفل the British animal honors في أبريل 2013 . يظهر الاثنان في كتاب haatchi وعلى صفحتهم على فيس بوك.